# Chaneins
Chaneins est une commune française, située dans le département de l'Ain en région Auvergne-Rhône-Alpes.
Ses habitants s'appellent les Chaneinois et les Chaneinoises.

## Géographie
Le territoire de la commune de Chaneins (1 263 hectares dont 106 boisés) présente une suite de petits coteaux aux pentes généralement douces (altitude moyenne de 260 mètres). Chaneins est parcourue au sud-ouest par un seul cours d'eau, la Callonne, long de 10 kilomètres et dont le tracé est très sinueux.

### Climat
Pour des articles plus généraux, voir Climat d'Auvergne-Rhône-Alpes et Climat de l'Ain.
En 2010, le climat de la commune est de type climat océanique dégradé des plaines du Centre et du Nord, selon une étude du CNRS s'appuyant sur une série de données couvrant la période 1971-2000. En 2020, Météo-France publie une typologie des climats de la France métropolitaine dans laquelle la commune est dans une zone de transition entre le climat semi-continental et le climat de montagne et est dans la région climatique Bourgogne, vallée de la Saône, caractérisée par un bon ensoleillement (1 900 h/an), un été chaud (18,5 °C), un air sec au printemps et en été et des vents faibles.
Pour la période 1971-2000, la température annuelle moyenne est de 11,2 °C, avec une amplitude thermique annuelle de 17,7 °C. Le cumul annuel moyen de précipitations est de 838 mm, avec 9,5 jours de précipitations en janvier et 7,3 jours en juillet. Pour la période 1991-2020, la température moyenne annuelle observée sur la station météorologique de Météo-France la plus proche, sur la commune de Baneins à 4 km à vol d'oiseau, est de 12,7 °C et le cumul annuel moyen de précipitations est de 880,2 mm,. Pour l'avenir, les paramètres climatiques de la commune estimés pour 2050 selon différents scénarios d'émission de gaz à effet de serre sont consultables sur un site dédié publié par Météo-France en novembre 2022.

## Urbanisme

### Typologie
Au 1er janvier 2024, Chaneins est catégorisée commune rurale à habitat dispersé, selon la nouvelle grille communale de densité à 7 niveaux définie par l'Insee en 2022.
Elle est située hors unité urbaine et hors attraction des villes,.

### Occupation des sols
L'occupation des sols de la commune, telle qu'elle ressort de la base de données européenne d’occupation biophysique des sols Corine Land Cover (CLC), est marquée par l'importance des territoires agricoles (84,4 % en 2018), en diminution par rapport à 1990 (86,4 %). La répartition détaillée en 2018 est la suivante : 
terres arables (58,4 %), zones agricoles hétérogènes (13,4 %), prairies (12,6 %), forêts (9,7 %), zones urbanisées (5,9 %).
L'évolution de l’occupation des sols de la commune et de ses infrastructures peut être observée sur les différentes représentations cartographiques du territoire : la carte de Cassini (XVIIIe siècle), la carte d'état-major (1820-1866) et les cartes ou photos aériennes de l'IGN pour la période actuelle (1950 à aujourd'hui).

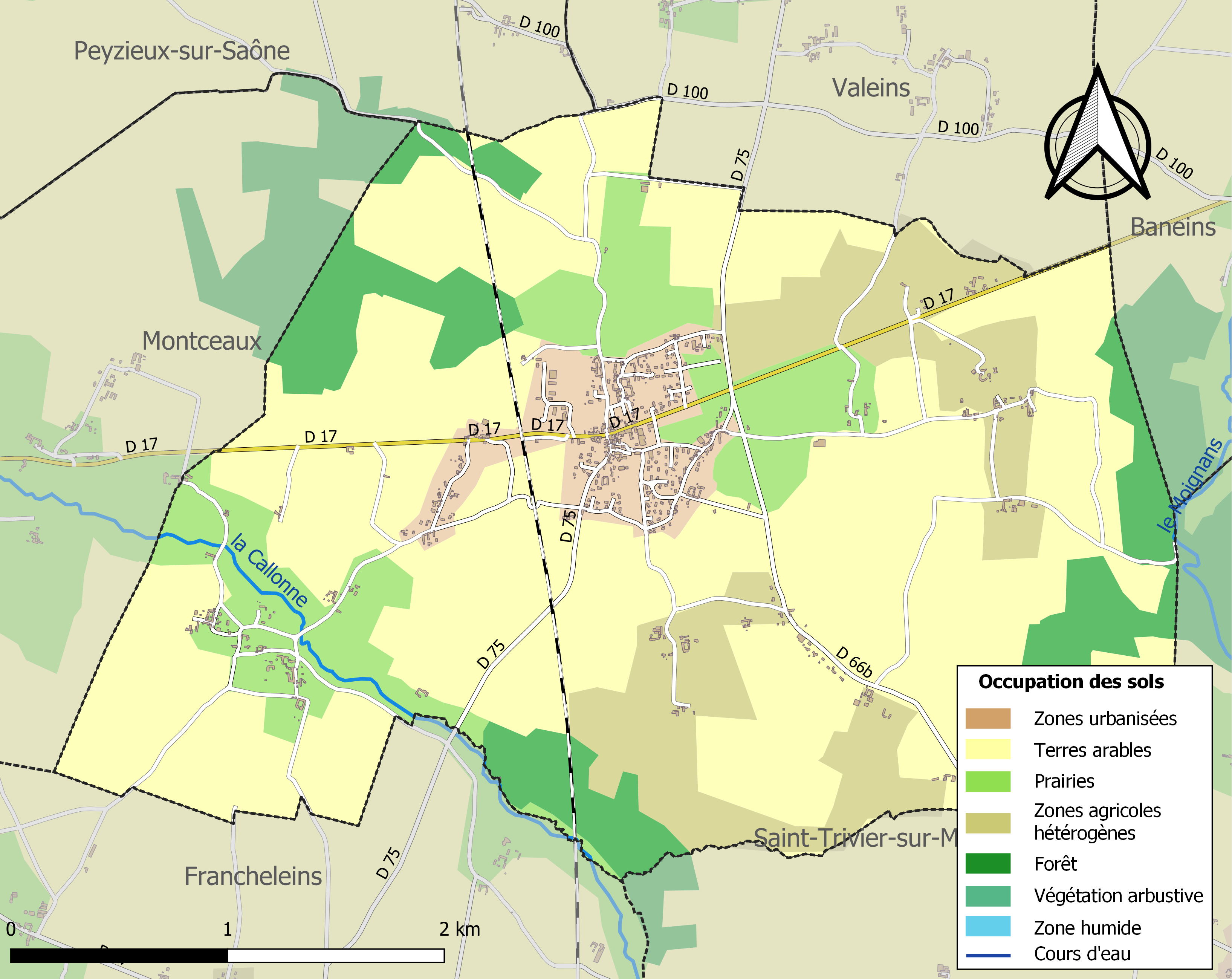
Carte des infrastructures et de l'occupation des sols de la commune en 2018 (CLC).

## Histoire
Chaneins n'a livré aucun vestige datant d'avant le Moyen Âge[réf. souhaitée]. Cependant, on suppose qu'une voie romaine, allant de Montmerle-sur-Saône à Châtillon-sur-Chalaronne, traversait l'emplacement de la commune actuelle.
De 2005 à 2012, elle appartient à la communauté de communes ChanStriVal, avant sa fusion au sein de la communauté de communes Chalaronne Centre.

## Politique et administration

### Découpage territorial
La commune de Chaneins est membre de la communauté de communes de la Dombes, un établissement public de coopération intercommunale (EPCI) à fiscalité propre créé le 1er janvier 2017 dont le siège est à Châtillon-sur-Chalaronne. Ce dernier est par ailleurs membre d'autres groupements intercommunaux.
Sur le plan administratif, elle est rattachée à l'arrondissement de Bourg-en-Bresse, au département de l'Ain et à la région Auvergne-Rhône-Alpes. Sur le plan électoral, elle dépend du  canton de Villars-les-Dombes pour l'élection des conseillers départementaux, depuis le redécoupage cantonal de 2014 entré en vigueur en 2015, et de la quatrième circonscription de l'Ain  pour les élections législatives, depuis le dernier découpage électoral de 2010.

### Administration municipale
| Période                                  | Période  | Identité        | Étiquette | Qualité    |
| ---------------------------------------- | -------- | --------------- | --------- | ---------- |
| avant 1981                               | 1983     | Joseph Durand   | DVG       |            |
| 1983                                     | 1989     | Louis Charlet   |           |            |
| 1989                                     | 2014     | Bernard Gil     | DVD       |            |
| 2014                                     | En cours | Patrice Flamand | SE        | Industriel |
| Les données manquantes sont à compléter. |          |                 |           |            |

## Démographie
L'évolution du nombre d'habitants est connue à travers les recensements de la population effectués dans la commune depuis 1793. Pour les communes de moins de 10 000 habitants, une enquête de recensement portant sur toute la population est réalisée tous les cinq ans, les populations de référence des années intermédiaires étant quant à elles estimées par interpolation ou extrapolation. Pour la commune, le premier recensement exhaustif entrant dans le cadre du nouveau dispositif a été réalisé en 2006.
En 2022, la commune comptait 1 041 habitants, en évolution de +15,92 % par rapport à 2016 (Ain : +5,15 %, France hors Mayotte : +2,11 %).
| 1793 | 1800 | 1806 | 1821 | 1831 | 1836 | 1841 | 1846 | 1851 |
| ---- | ---- | ---- | ---- | ---- | ---- | ---- | ---- | ---- |
| 530  | 451  | 634  | 667  | 720  | 763  | 756  | 811  | 800  |

| 1856 | 1861 | 1866 | 1872 | 1876 | 1881 | 1886 | 1891 | 1896 |
| ---- | ---- | ---- | ---- | ---- | ---- | ---- | ---- | ---- |
| 763  | 736  | 732  | 726  | 680  | 629  | 660  | 650  | 640  |

| 1901 | 1906 | 1911 | 1921 | 1926 | 1931 | 1936 | 1946 | 1954 |
| ---- | ---- | ---- | ---- | ---- | ---- | ---- | ---- | ---- |
| 600  | 572  | 576  | 513  | 521  | 517  | 439  | 468  | 441  |

| 1962 | 1968 | 1975 | 1982 | 1990 | 1999 | 2006 | 2011 | 2016 |
| ---- | ---- | ---- | ---- | ---- | ---- | ---- | ---- | ---- |
| 370  | 411  | 376  | 420  | 478  | 560  | 833  | 810  | 898  |

| 2021  | 2022  | - | - | - | - | - | - | - |
| ----- | ----- | - | - | - | - | - | - | - |
| 1 003 | 1 041 | - | - | - | - | - | - | - |

## Culture et patrimoine

### Héraldique
| Blason de Chaneins | Blason  | Tiercé en pairle renversé : au premier d'or au lion contourné de sable, armé et lampassé de gueules, chargé d'un lambel de quatre pendants du même, au deuxième de gueules au lion d'or, au troisième bandé de gueules et d'or de six pièces. |
| Blason de Chaneins | Détails | |

### Lieux et monuments
- Le château de Chaillouvres du XIIe siècle, restauré au 19e.
- L'église Notre-Dame-en-Dombes qui inclut une abside à arcatures.
- La poype des Chabaudières.
- La chapelle Saint-Antoine, déjà abandonnée en 1710, avait été construite lors de la peste.

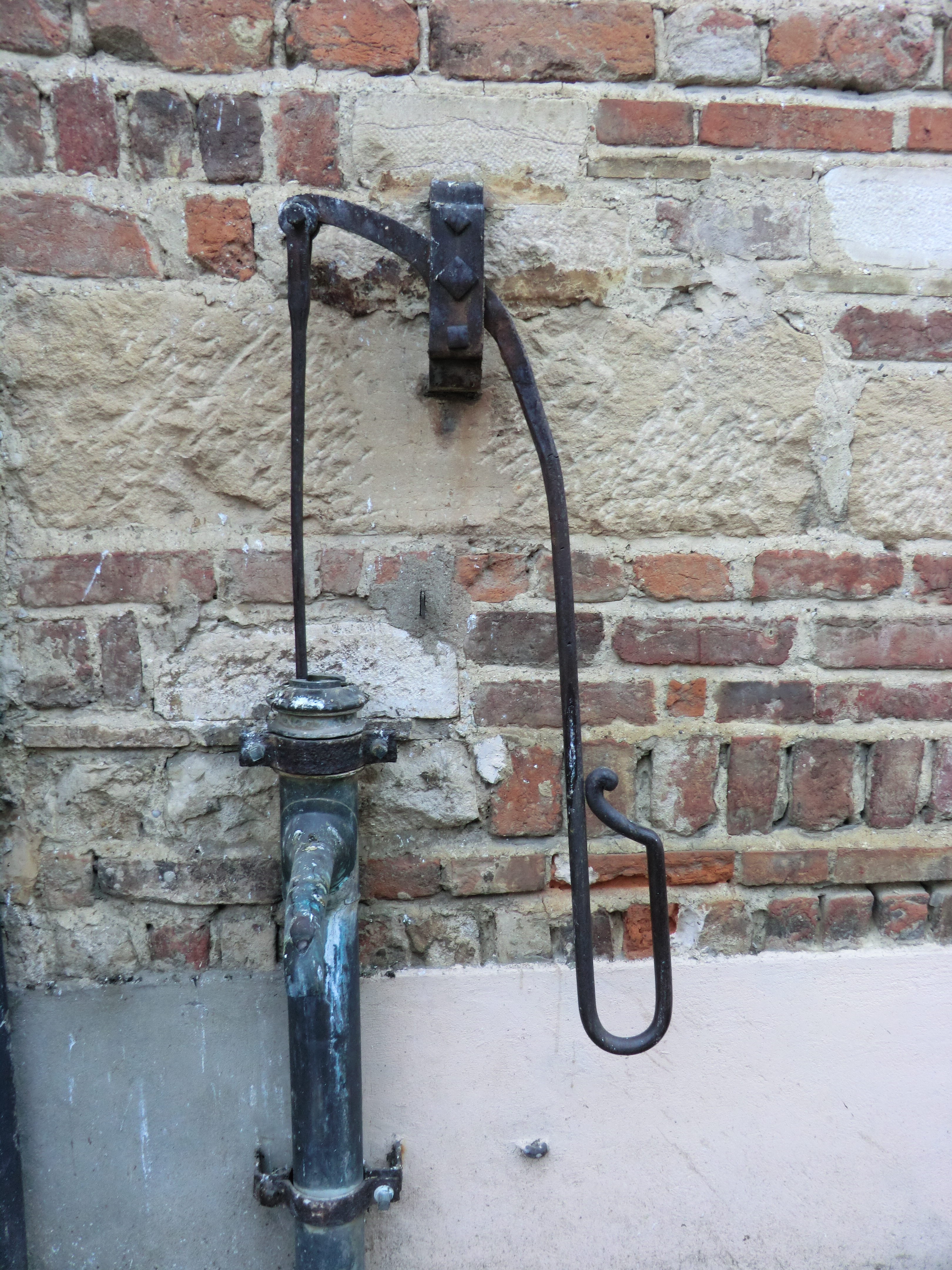
Vieille pompe à eau dans une rue du village.
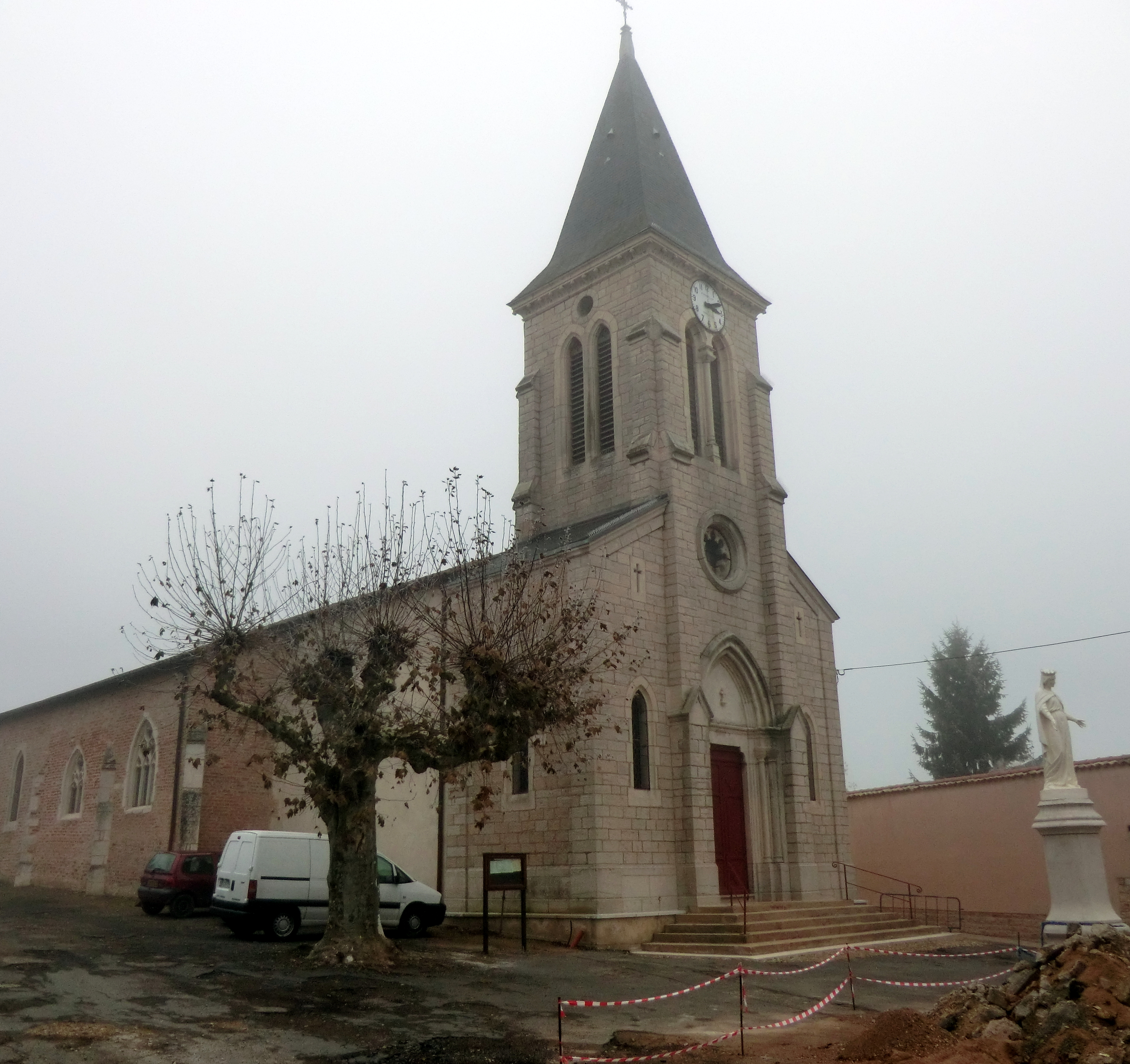
Église Notre-Dame-en-Dombes de Chaneins.
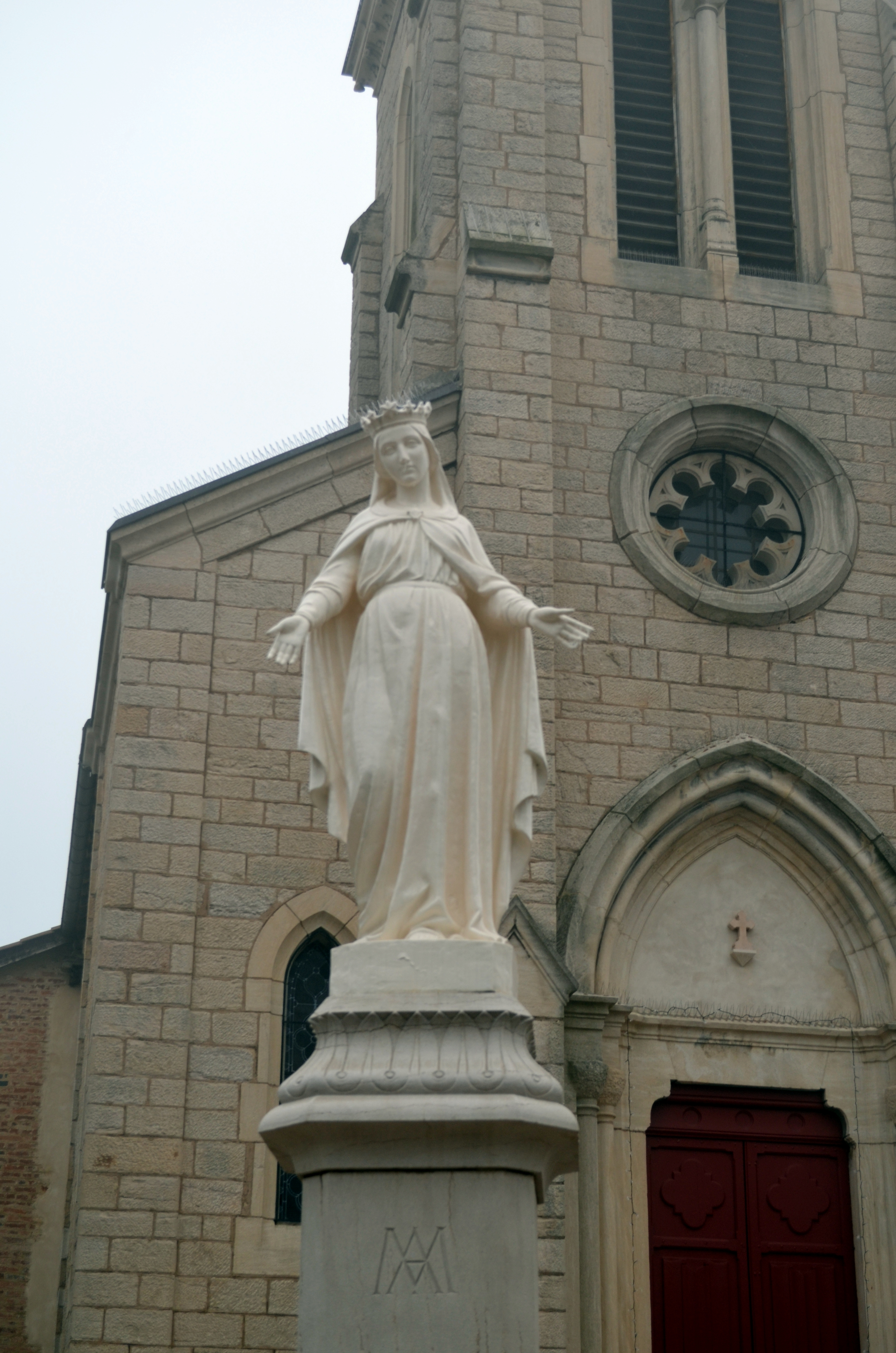
Statue de la Vierge devant l'église.